# Цзяолун

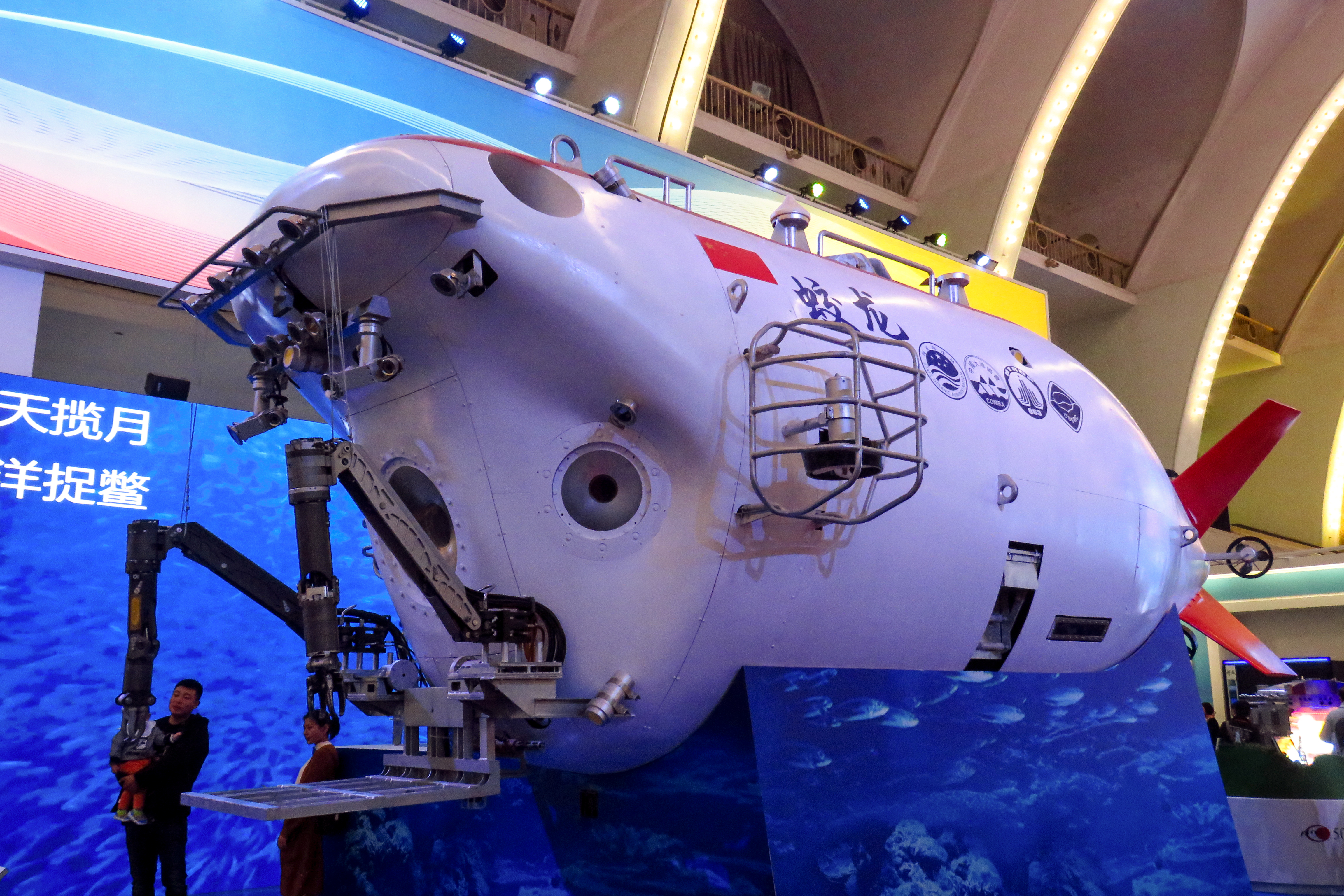
Цзяолун на виставці в 2017 році

«Цзяолун» (кит. спр. 蛟龙号载人潜水器, піньїнь: Jiāolóng Hào Zàirén Qiánshuǐ Qì — китайський безпоплавковий глибоководний апарат. За період з 31 травня до 18 липня 2010 року здійснив 17 занурень в Південно-Китайському морі, найглибоководніше з яких — на глибину 6759 метрів. Ця подія зробила Китай п'ятою країною після США, Франції, Росії та Японії, яка має сучасні технології занурень на глибину понад 6500 метрів. Апарат планується використовувати для досліджень природних ресурсів Світового океану та науково-дослідних експедицій в полярні регіони.